# 汪从善
汪从善，婺源州（今江西省婺源县）人，元朝政治人物。
延佑年间（1314年-1320年），汪从善曾接替姚文辅任松江府知府一职，由杜祐接任。